# مبرهنة الفردية
نظرية الفردية لمعادلة بواسون هي نظرية تنص على أن المعادلة لها تدرج واحد فريد في مسائل القيم الحدية , وفي حالة الكهروستاتيكا إذا وجد حقل كهربائي يحقق الشروط الحدية , يكون هذا الحقل هو الحقل الكهربائي الكامل .

## الإثبات
في الكهروستاتيكا التعبير العام لمعادلة بواسون بالوحدات الفيزيائية الجاوسية هو
{\displaystyle \mathbf {\nabla } \cdot (\epsilon \mathbf {\nabla } \varphi )=-4\pi \rho _{f}}
حيث
{\displaystyle \varphi } هو الجهد الكهربائي .
{\displaystyle \mathbf {E} =-\mathbf {\nabla } \varphi } هو المجال الكهربي .
ويتم إثبات النظرية الفردية لمعادلة بواسون بطرق كثيرة منها ما يلي .
نفترض وجود حلان لمعادلة ما هما {\displaystyle \varphi _{1}} و {\displaystyle \varphi _{2}} , و {\displaystyle \phi } هو الفرق بين قيمة الحلين {\displaystyle \phi =\varphi _{2}-\varphi _{1}} .
وبما أن {\displaystyle \varphi _{1}} و {\displaystyle \varphi _{2}} تحققان معادلة بواسون . فيجب بالضرورة أن تحققها {\displaystyle \phi } .
{\displaystyle \mathbf {\nabla } \cdot (\epsilon \mathbf {\nabla } \phi )=0}
وباستخدام التعريف
{\displaystyle \nabla \cdot (\phi \epsilon \,\nabla \phi )=\epsilon \,(\nabla \phi )^{2}+\phi \nabla \cdot (\epsilon \,\nabla \phi )}
وعند الأخذ في الاعتبار أن قيمة الحد الثاني يساوي 0 . يمكن كتابه المعادلة بالشكل التالي :
{\displaystyle \mathbf {\nabla } \cdot (\phi \epsilon \mathbf {\nabla } \phi )=\epsilon (\mathbf {\nabla } \phi )^{2}}
وبأخذ التكامل الحجمي تكون المعادلة بالشكل التالي :
{\displaystyle \int _{V}\mathbf {\nabla } \cdot (\phi \epsilon \mathbf {\nabla } \phi )d^{3}\mathbf {r} =\int _{V}\epsilon (\mathbf {\nabla } \phi )^{2}\,d^{3}\mathbf {r} }
وبتطبيق نظرية جاوس يمكن كتابه المعادلة بالشكل التالي :
{\displaystyle \sum _{i}\int _{S_{i}}(\phi \epsilon \mathbf {\nabla } \phi )\cdot \mathbf {dS} =\int _{V}\epsilon (\mathbf {\nabla } \phi )^{2}\,d^{3}\mathbf {r} }
حيث
{\displaystyle S_{i}} هي حدود الأسطح التي تحددها الشروط الحدية .
وبما أن
{\displaystyle \epsilon >0} و {\displaystyle (\mathbf {\nabla } \phi )^{2}\geq 0}
إذا
{\displaystyle \mathbf {\nabla } \phi } يجب أن تكون مساوية للصفر في أي مكان، وتكون {\displaystyle \mathbf {\nabla } \varphi _{1}=\mathbf {\nabla } \varphi _{2}} .
وهذا يعني أن المعادلة لها تدرج واحد فريد عندما تكون
{\displaystyle \sum _{i}\int _{S_{i}}(\phi \epsilon \,\mathbf {\nabla } \phi )\cdot \mathbf {dS} =0}
بشرط أن يكون :
1. {\displaystyle \varphi } معرفة على كل حدود السطح، وتكون {\displaystyle \varphi _{1}=\varphi _{2}} , وبالتالي تصبح {\displaystyle \phi =0} .
2. {\displaystyle \mathbf {\nabla } \varphi } معرفة على كل حدود السطح، وتكون {\displaystyle \mathbf {\nabla } \varphi _{1}=\mathbf {\nabla } \varphi _{2}} , وبالتالي تصبح {\displaystyle \mathbf {\nabla } \phi =0} .
3. أن تحقق {\displaystyle \mathbf {\nabla } \varphi } قانون جاوس